# 大良站
大良站是滨洲铁路上的一座车站，位于内蒙古自治区呼伦贝尔市陈巴尔虎旗呼和诺尔镇安邑村。车站的历史可追溯至东清铁路建成时的1901年，当时以“12号小站”、“左拉古佛斯基站”称之，此后改名为“安邑”，2022年再更名为大良。车站现时为隶属中国铁路哈尔滨局集团海拉尔车务段的五等站，不办理客货运业务。

## 历史
车站建于1901年，初时仅以代号命名为“12号小站”，后命名为“左拉古佛斯基”（又译“左拉郭夫斯基”）；此后再改称“安邑站”。
因与南同蒲线位于山西运城的同名车站冲突，本站于2022年5月10日更名为大良站。